# Aleksander Solženicin
Aleksander Isajevič Solženicin [aleksánder isájevič solžénicin] (rusko Алекса́ндр Иса́евич Солжени́цын), ruski pisatelj, dobitnik Nobelove nagrade za književnost, * 11. december 1918, Kislovodsk, Stavropolski okraj, Rusija, † 3. avgust 2008, Moskva, Rusija.

## Življenje
Leta 1974 je bil zaradi svoje kritične drže proti sovjetskemu političnemu sistemu izgnan iz takratne Sovjetske zveze, kamor se je smel ponovno vrniti šele leta 1994. Diplomiral je iz matematike, poleg tega pa dopisno študiral tudi književnost. Proti režimu je pisal že med drugo svetovno vojno, zaradi česar so ga tudi zaprli. Leta 1956 so ga rehabilitirali in zaposlil se je kot učitelj matematike. V tem času je začel pisati, pisateljevanje pa je poslej postalo njegova strast. Leta 1970 je za svoje delo prejel Nobelovo nagrado za književnost, ki pa jo je lahko prevzel šele leta 1974, po izgonu iz Sovjetske zveze. 
Njegovo pisanje zaznamuje predvsem socialna, politična in zgodovinska kritičnost. Kot velikemu domoljubu mu ni bil všeč predvsem totalitarni režim, kateremu alternative pa ni videl v zahodnem modelu demokracije in individualne svobode, pač pa je favoriziral dobrohotno avtoritativno vladavino, ki bi svoje korenine črpala iz bogate ruske tradicije in krščanskih vrednot. Po razglasitvi »glasnosti« (odprtost) v osemdesetih, se je njegovo delo v domovini spet aktualiziralo, Solženicin pa je predstavljal enega vidnejših literatov svoje dežele.
Umrl je zaradi odpovedi srca 3. avgusta 2008 v Moskvi. Pokopan je bil z državniškimi častmi še isti dan.

## Najpomembnejša dela
- En dan v življenju Ivana Denisoviča (1962)
- Prvi krog (1968)
- Rakov oddelek (1968)
- Avgust 1914 (1971)
- Arhipelag Gulag (1974-1975)
- niz Rdeče kolo (1983)